# Patrones moleculares asociados a daños
Los patrones moleculares asociados a daños (DAMPs, por las siglas en inglés: Damage Associated Molecular Patterns) son moléculas que se encuentran en el interior de las células y son liberadas por las células dañadas o moribundas debido a un traumatismo o a una infección por un patógeno. Forman parte de la respuesta inmunitaria innata  También se conocen como señales de peligro y alarminas porque sirven como señal de advertencia para el organismo ante la presencia de cualquier daño o infección en sus células. Los DAMPs son señales de peligro endógenas que se liberan al espacio extracelular en respuesta al daño que sufre la célula por un trauma mecánico o un patógeno. Una vez que un DAMP se libera de la célula, promueve una respuesta inflamatoria no infecciosa al unirse a un receptor de reconocimiento de patrones. La inflamación es un aspecto clave de la respuesta inmunitaria innata; se utiliza para ayudar a mitigar futuros daños al organismo mediante la eliminación de invasores nocivos de la zona afectada e iniciar el proceso de curación. Por ejemplo, la citocina IL-1α es un DAMP que se origina dentro del núcleo de la célula que, una vez liberada al espacio extracelular, se une al PRR IL-1R, que a su vez inicia una respuesta inflamatoria al trauma o patógeno que inició la liberación de IL-1α. A diferencia de la respuesta inflamatoria no infecciosa producida por los DAMPs, los patrones moleculares asociados a patógenos inician y perpetúan la respuesta inflamatoria inducida por patógenos infecciosos. Muchos DAMPs son proteínas nucleares o citosólicas con una función intracelular definida que se liberan fuera de la célula tras una lesión tisular. Este desplazamiento desde el espacio intracelular al extracelular hace que los DAMPs pasen de un entorno reductor a uno oxidante, lo que provoca su desnaturalización funcional y, por tanto, su pérdida de función. Aparte de los DAMPs nucleares y citosólicos mencionados, existen otros DAMPs originados en distintas fuentes, como las mitocondrias, los gránulos, la matriz extracelular, el retículo endoplásmico y la membrana plasmática.
Ejemplos de DAMPs y sus receptores
| Tabla 1. Lista de DAMPs, sus orígenes y receptores |                         |                                     |                                |
| Origen                                             |                         | Principales DAMPs                   | Receptores                     |
| Matriz extracelular                                |                         | Biglicano                           | TLR2, TLR4, NLRP3              |
|                                                    |                         | Decorina                            | TLR2, TLR4                     |
|                                                    |                         | Versicano                           | TLR2, TLR6, CD14               |
|                                                    |                         | LMW hialuronano                     | TLR2, TLR4, NLRP3              |
|                                                    |                         | Sulfato de heparina                 | TLR4                           |
|                                                    |                         | Fibronectina (EDA domain)           | TLR4                           |
|                                                    |                         | Fibrinégeno                         | TLR4                           |
|                                                    |                         | Tenascina C                         | TLR4                           |
| Compartimentos intracelulares                      | Citosol                 | Ácido úrico                         | NLRP3, P2X7                    |
|                                                    |                         | Proteínas S100                      | TLR2, TLR4, RAGE               |
|                                                    |                         | Proteínas de choque térmico         | TLR2, TLR4, CD91               |
|                                                    |                         | ATP                                 | P2X7, P2Y2                     |
|                                                    |                         | F-actina                            | DNGR-1                         |
|                                                    |                         | Ciclophilina A                      | CD147                          |
|                                                    |                         | Aβ                                  | TLR2, NLRP1, NLRP3, CD36, RAGE |
|                                                    | Núcleo                  | Histonas                            | TLR2, TLR4                     |
|                                                    |                         | HMGB1                               | TLR2, TLR4, RAGE               |
|                                                    |                         | HMGN1                               | TLR4                           |
|                                                    |                         | IL-1α                               | IL-1R                          |
|                                                    |                         | IL-33                               | ST2                            |
|                                                    |                         | SAP130                              | Mincle                         |
|                                                    |                         | DNA                                 | TLR9, AIM2                     |
|                                                    |                         | RNA                                 | TLR3, TLR7, TLR8, RIG-I, MDA5  |
|                                                    | Mitocondria             | mtDNA                               | TLR9                           |
|                                                    |                         | TFAM                                | RAGE                           |
|                                                    |                         | Formil péptide                      | FPR1                           |
|                                                    |                         | mROS                                | NLRP3                          |
|                                                    | Retículo endoplasmático | Calreticulina                       | CD91                           |
|                                                    | Gránulos                | Defensinas                          | TLR4                           |
|                                                    |                         | Cathelicidina (LL37)                | P2X7, FPR2                     |
|                                                    |                         | Neurotoxina derivada de eosinófilos | TLR2                           |
|                                                    |                         | Granulisina                         | TLR4                           |
|                                                    | Membrana plasmática     | Sindecanos                          | TLR4                           |
|                                                    |                         | Glipicanos                          | TLR4                           |

## Historia
Dos artículos aparecidos en 1994 anticiparon el conocimiento más profundo de la reactividad inmunitaria innata, apuntando hacia la posterior comprensión de la naturaleza de la respuesta inmunitaria adaptativa. El primero procedía de cirujanos especializados en trasplantes que realizaron un ensayo prospectivo aleatorizado, doble ciego y controlado con placebo. La administración de superóxido dismutasa humana recombinante (rh-SOD) en receptores de aloinjertos renales cadavéricos demostró una supervivencia prolongada del paciente y del injerto con una mejora de los episodios de rechazo agudo y crónico. Especularon que el efecto estaba relacionado con la acción antioxidante de la SOD sobre la lesión inicial por isquemia/reperfusión del aloinjerto renal, reduciendo así la inmunogenicidad del aloinjerto. Así pues, se observó que la lesión por reperfusión mediada por radicales libres contribuía al proceso de respuesta inmunitaria innata y adaptativa posterior.
El segundo estudio sugirió la posibilidad de que el sistema inmunitario detectara el "peligro" a través de una serie de moléculas que ahora se denominan patrones moleculares asociados al daño (DAMPs, por sus siglas en inglés), que actúan conjuntamente con señales positivas y negativas procedentes de otros tejidos. Así pues, estos trabajos anticiparon el sentido moderno del papel de los DAMPs y el redox, importantes, al parecer, tanto para la resistencia vegetal y animal a los patógenos como para la respuesta a las lesiones o daños celulares. Aunque muchos inmunólogos ya habían señalado que varias "señales de peligro" podían iniciar respuestas inmunitarias innatas, los "DAMPs" fueron descritos por primera vez por Seong y Matzinger en 2004.

## Ejemplos
- Los DAMPs varían mucho en función del tipo de célula (epitelial o mesenquimatosa) y del tejido lesionado, pero todos tienen en común que estimulan una respuesta inmunitaria innata en el organismo.[2]
- Los DAMPs proteicos incluyen proteínas intracelulares, como las proteínas de choque térmico[10] o la HMGB1,[11] y materiales derivados de la matriz extracelular que se generan tras una lesión tisular, como los fragmentos de hialuronano[12]
- Entre los DAMPs no proteicos se encuentran el ATP,[13][14] el ácido úrico,[15] el sulfato de heparina y el ADN.[16]

### En humanos

#### DAMPs proteicos
1. HMGB1 (High Mobility Group Box-1), miembro de la familia de proteínas HMG, es una LSP (proteína secretada sin secuencia líder, del inglés: Leaderless secreted protein) prototípica asociada a la cromatina, secretada por las células hematopoyéticas a través de una vía mediada por el lisosoma. HMGB1 es un mediador importante del shock endotoxínico y es reconocido como un DAMP por ciertas células inmunes, desencadenando una respuesta inflamatoria. Se sabe que induce la inflamación activando la vía NF-kB al unirse a TLRs, TLR4, TLR9 y RAGE (receptor de productos finales de glicación avanzada). HMGB1 también puede inducir la maduración de células dendríticas a través de la regulación al alza de CD80, CD83, CD86 y CD11c, y la producción de otras citoquinas pro-inflamatorias en las células mieloides (IL-1, TNF-a, IL-6, IL-8), y puede conducir a una mayor expresión de moléculas de adhesión celular (ICAM-1, VCAM-1) en las células endoteliales.
2. ADN y ARN: La presencia de ADN en cualquier lugar que no sea el núcleo o las mitocondrias se percibe como un DAMP y desencadena respuestas mediadas por TLR9 y DAI que impulsan la activación celular y la inmunorreactividad. Algunos tejidos, como el intestino, se ven inhibidos por el ADN en su respuesta inmunitaria porque el intestino está lleno de billones de microbiota, que ayudan a descomponer los alimentos y a regular el sistema inmunitario. Sin la inhibición por causa del ADN, el intestino detectaría esta microbiota como patógenos invasores e iniciaría una respuesta inflamatoria, lo que sería perjudicial para la salud del organismo porque, aunque la microbiota puede ser moléculas extrañas dentro del huésped, son cruciales para promover la salud del huésped De forma similar, los ARN dañados liberados por queratinocitos expuestos a UVB activan TLR3 en queratinocitos intactos. La activación de TLR3 estimula la producción de TNF-alfa e IL-6, que inician la inflamación cutánea asociada a las quemaduras solares.
3. S100 es una familia multigénica de proteínas de bajo peso molecular, implicadas en actividades reguladoras intracelulares y extracelulares. Su función principal es la gestión del almacenamiento y transporte del calcio, aunque tienen diversas funciones, como la proliferación celular, la diferenciación, la migración y el metabolismo energético. Sin embargo, también actúan como DAMPs al interactuar con sus receptores (TLR2, TLR4, RAGE) tras ser liberados por los fagocitos. Se han identificado como marcadores moleculares en distintas patoloigías como el cáncer, así como con lesiones tisulares y neuronales
4. Mono y polisacáridos. La capacidad del sistema inmunitario para reconocer fragmentos de hialuronano es un ejemplo de cómo los DAMPs pueden estar formados por azúcares.

#### DAMPs no proteicos
1. Metabolitos de purina. Nucleótidos (por ejemplo, ATP) y nucleósidos (por ejemplo, adenosina) que han alcanzado el espacio extracelular también pueden servir como señales de peligro mediante la señalización a través de receptores purinérgicos. El ATP y la adenosina se liberan en altas concentraciones tras una alteración catastrófica de la célula, como ocurre en la muerte celular necrótica. El ATP extracelular desencadena la degranulación de los mastocitos mediante la señalización a través de receptores P2X7 De forma similar, la adenosina desencadena la degranulación a través de receptores P1. El ácido úrico también es una señal de peligro endógena liberada por las células lesionadas El trifosfato de adenosina (ATP) y el ácido úrico, que son metabolitos de purina, activan los inflamasomas 3 de la familia NLR, que contienen dominio pirina (NLRP), para inducir IL-1β e IL-18
Muchos DAMPs de mamíferos tienen homólogos DAMPs en plantas. Un ejemplo es la proteína HMGB1. Los mamíferos tienen la proteína HMGB1, mientras que Arabidopsis thaliana tiene la proteína HMGB3.

### En plantas
Se ha descubierto que los DAMP en las plantas estimulan una respuesta inmunitaria rápida, pero sin la inflamación que caracteriza a los DAMP en los mamíferos. Al igual que con los DAMP de mamíferos, los DAMP de plantas son de naturaleza citosólica y se liberan en el espacio extracelular después del daño a la célula causado por un traumatismo o un patógeno.
Al igual que los DAMP de los mamíferos, los DAMP de las plantas son de naturaleza citosólica y se liberan en el espacio extracelular después del daño a la célula causado por un traumatismo o un patógeno. La principal diferencia en los sistemas inmunológicos de las plantas y los mamíferos es que las plantas carecen de un sistema inmunitario adaptativo, por lo que las plantas no pueden determinar qué patógenos las han atacado antes y, por lo tanto, mediar fácilmente una respuesta inmunitaria eficaz contra ellos. Para compensar esta falta de defensa, las plantas utilizan las vías de inmunidad activada por patrón (PTI) y inmunidad activada por efecto (ETI) para combatir el trauma y los patógenos. La PTI es la primera línea de defensa en las plantas y es desencadenada por patrones moleculares asociados a patógenos para iniciar la señalización en toda la planta de que se ha producido daño en una célula. Junto con el PTI, los DAMP también se liberan en respuesta a este daño, pero como se mencionó anteriormente, no inician una respuesta inflamatoria como sus contrapartes de mamíferos.
El papel principal de los DAMP en las plantas es actuar como señales móviles para iniciar respuestas de heridas y promover la reparación de daños. Se produce una gran superposición entre la vía de PTI y los DAMP en las plantas, y los DAMP de las plantas funcionan efectivamente como amplificadores de PTI. La ETI siempre ocurre después de la vía de la PTI y la liberación de DAMP, y es una respuesta de último recurso al patógeno o al trauma que, en última instancia, da como resultado la muerte celular programada. Las vías de señalización de PTI y ETI se utilizan junto con los DAMP para señalar rápidamente al resto de la planta que active su respuesta inmunitaria innata y combata al patógeno invasor o mediar en el proceso de curación del daño causado por un trauma.
Los DAMP de plantas y sus receptores se caracterizan por:
| Categoría                                                               | DAMP                          | Estructura molecular o epítopos                                                           | Origen o precursor                             | Receptor o regulador de señalización | Especies                                               |
| ----------------------------------------------------------------------- | ----------------------------- | ----------------------------------------------------------------------------------------- | ---------------------------------------------- | ------------------------------------ | ------------------------------------------------------ |
| Cutícula de la epidermis                                                | Monómeros de cutina           | Ácidos grasos hidroxi y epoxi C16 y C18                                                   | Cutícula de la epidermis                       | Desconocido                          | Arabidopsis thaliana, Solanum lycopersicum             |
| Fragmentos de polisacáridos de la pared celular o productos degradantes | OGs                           | Polímeros de 10–15 α-1-4- unidos a GalAs                                                  | Pectina de la pared celular                    | WAK1 (A. thaliana)                   | A. thaliana, G. max, N. tabacum                        |
| Fragmentos de polisacáridos de la pared celular o productos degradantes | Celo-Oligómeros               | Polímeros de 2-7 β-1,4-asociados a glúcosas                                               | Celulosa de pared celular                      | Desconocido                          | A. thaliana                                            |
| Fragmentos de polisacáridos de la pared celular o productos degradantes | Oligosacáridos de xiloglucano | Polímeros de β-1,4-unidoa a glucosa con cadenas laterales de xilosa, galactosa y fructosa | Hemicelulosa de pared celular                  | Desconocido                          | A. thaliana, Vitis vinifera                            |
| Fragmentos de polisacáridos de la pared celular o productos degradantes | Metanol                       | Metanol                                                                                   | Péctina de la pared celular                    | Desconocido                          | A. thaliana, Nicotiana tabacum                         |
| Péptidos y proteínas apoplásicos                                        | CAPE1                         | Péptido 11-aa                                                                             | Apoplástico PR1                                | Desconocido                          | A. thaliana, S. lycopersicum                           |
| Péptidos y proteínas apoplásicos                                        | GmSUBPEP                      | Péptido 12-aa                                                                             | Subtilasa apoplástica                          | Desconocido                          | Glycine max                                            |
| Péptidos y proteínas apoplásicos                                        | GRIp                          | 11-aa peptide                                                                             | Cytosolic GRI                                  | PRK5                                 | A. thaliana                                            |
| Péptidos y proteínas apoplásicos                                        | Systemin                      | Péptido 18-aa (S. lycopersicum)                                                           | Prosistema citosólico                          | SYR1/2 (S. lycopersicum)             | Algunas especies de solanáceas                         |
| Péptidos y proteínas apoplásicos                                        | HypSys                        | Péptidos 15-, 18-, or 20-aa                                                               | Apoplásicos o citoplasmáticos preproHypSys     | Desconocido                          | Algunas especies de solanáceas                         |
| Péptidos y proteínas apoplásicos                                        | Peps                          | Péptidos 23~36-aa (A. thaliana)                                                           | PROPEP citosolicos y vacuolares                | PEPR1/2 (A. thaliana)                | A. thaliana, Zea mays, S. lycopersicum, Oryza sativa   |
| Péptidos y proteínas apoplásicos                                        | PIP1/2                        | Péptidos 11-aa                                                                            | Apoplásico preproPIP1/2                        | RLK7                                 | A. thaliana                                            |
| Péptidos y proteínas apoplásicos                                        | GmPep914/890                  | Péptido 8-aa                                                                              | Apoplásicos o citoplasmáticos GmproPep914/890  | Desconocido                          | G. max                                                 |
| Péptidos y proteínas apoplásicos                                        | Zip1                          | Péptido 17-aa                                                                             | PROZIP1 apoplásico                             | Desconocido                          | Z. mays                                                |
| Péptidos y proteínas apoplásicos                                        | IDL6p                         | 11-aa péptido                                                                             | Precursores apoplásicos o citoplasmáticos IDL6 | HEA/HSL2                             | A. thaliana                                            |
| Péptidos y proteínas apoplásicos                                        | RALF                          | ~50-aa péptidos ricos en cisteína                                                         | Precursores apoplásicos o citoplasmáticos RALF | FER (A. thaliana)                    | A. thaliana, N. tabacum, S. lycopersicum               |
| Péptidos y proteínas apoplásicos                                        | PSKs                          | 5-aa péptido                                                                              | Precursores apoplásicos o citoplasmáticos PSK  | PSKR1/2 (A. thaliana)                | A. thaliana, S. lycopersicum                           |
| Péptidos y proteínas apoplásicos                                        | HMGB3                         | Proteina HMGB3                                                                            | HMGB3 nuclear y citosólico                     | Desconocido                          | A. thaliana                                            |
| Péptidos y proteínas apoplásicos                                        | Inceptina                     | 11-aa peptido                                                                             | ATP cloroplástico sintasa γ-subunit            | Desconocido                          | Vigna unguiculata                                      |
| Nucleótidos extracelulares                                              | eATP                          | ATP                                                                                       | ATP citosólico                                 | DORN1/P2K1 (A. thaliana)             | A. thaliana, N. tabacum                                |
| Nucleótidos extracelulares                                              | eNAD(P)                       | NAD(P)                                                                                    | NAD(P) citosólico                              | LecRK-I.8                            | A. thaliana                                            |
| Nucleótidos extracelulares                                              | eADN                          | Fragmentos de ADN < 700 bp de longitud                                                    | ADN nuclear y citosólico                       | Desconocido                          | Phaseolus vulgaris, P. lunatus, Pisum sativum, Z. mays |
| Azúcares extracelulares                                                 | Azúcares extracelulares       | Sacarosa, glucosa, fructosa, maltosa                                                      | Azúcares citosólicos                           | RGS1 (A. thaliana)                   | A. thaliana, N. tabacum, Solanum tuberosum             |
| Aminoácidos extracelulares y glutationa                                 | Aminoácidos proteinogénicos   | Glutamato, cisteína, histidina, ácido aspártico                                           | Aminoácidos citosólicos                        | GLR3.3/3.6 or others (A. thaliana)   | A. thaliana, S. lycopersicum, Oryza sativa             |
| Aminoácidos extracelulares y glutationa                                 | Glutationa                    | Glutationa                                                                                | Glutationa citosólica                          | GLR3.3/3.6 (A. thaliana)             | A. thaliana                                            |

## Objetivos terapéuticos en diversos trastornos
Evitar la liberación de DAMPs y bloquear los receptores de DAMPs podría, en teoría, detener la inflamación provocada por una lesión o infección y reducir el dolor de la persona afectada, lo que es especialmente importante durante las intervenciones quirúrgicas, que pueden desencadenar estas vías de inflamación, haciendo que la cirugía sea más difícil y peligrosa de completar. El bloqueo de los DAMP también tiene aplicaciones teóricas en terapéutica para tratar trastornos como la artritis, el cáncer, la isquemia de reperfusión, el infarto del miocardio y el ictus Estas opciones terapéuticas teóricas incluyen:
- Prevención de la liberación de DAMPs
- terapias proapoptóticas, platinos, piruvato de etilo
- Neutralizar o bloquear los DAMPs extracelularmente
- anti-HMGB1, rasburicasa, sRAGE, etc.
- Bloqueo de los receptores de los DAMPs o de su señalización: antagonistas de moléculas pequeñas de RAGE, antagonistas de TLR4, anticuerpos contra DAMP-R.

Los DAMPs pueden utilizarse como biomarcadores de enfermedades inflamatorias y como posibles dianas terapéuticas. Por ejemplo, el aumento de S100A8/A9 se asocia con la progresión de osteofitos en la osteoartritis humana temprana, lo que sugiere que las proteínas S100 pueden utilizarse como biomarcadores para el diagnóstico del grado progresivo de la osteoartritis. Además, los DAMPs pueden ser un factor pronóstico útil para el cáncer. Esto mejoraría la clasificación de los pacientes, y se les administraría una terapia adecuada mediante el diagnóstico con DAMP. La regulación de la señalización de DAMP puede ser una diana terapéutica potencial para reducir la inflamación y tratar enfermedades. Por ejemplo, la administración de anticuerpos neutralizantes de HMGB1 o de la proteína A-box truncada derivada de HMGB1 mejoró la artritis en modelos de roedores con artritis inducida por colágeno. También se han descrito ensayos clínicos con inhibidores de HSP. Para el cáncer de pulmón no microcítico, se están investigando en ensayos clínicos inhibidores de HSP27, HSP70 y HSP90. Además, el tratamiento con dnaJP1, que es un péptido sintético derivado de DnaJ (HSP40), tuvo un efecto curativo en pacientes con artritis reumatoide sin efectos secundarios críticos. En conjunto, los DAMP pueden ser dianas terapéuticas útiles para diversas enfermedades humanas, como el cáncer y las enfermedades autoinmunes.
Los DAMP pueden desencadenar la reepitelización tras una lesión renal', contribuyendo a la transición epitelio-mesénquima y, potencialmente, a la diferenciación y proliferación de miofibroblastos. Estos descubrimientos sugieren que los DAMPs no sólo impulsan la lesión inmunitaria, sino también la regeneración renal y la cicatrización renal. Por ejemplo, los DAMPs agonistas de TLR2 activan las células progenitoras renales para regenerar los defectos epiteliales en los túbulos lesionados. Los DAMPs agonistas de TLR4 también inducen a las células dendríticas renales a liberar IL-22, que también acelera la reepitelización tubular en la LRA. Por último, los DAMPs también promueven la fibrosis renal mediante la inducción de NLRP3, que también promueve la señalización del receptor TGF-β